# Franz von Waldersee (Autor)
Franz Anton Johann Georg Graf von Waldersee (* 5. September 1763 in Dessau; † 30. Mai 1823) war ein deutscher Beamter und Schriftsteller.

## Leben
Waldersee wurde als ältester, illegitimer Sohn des Fürsten Fürst Leopold III. Friedrich Franz von Anhalt-Dessau und der Johanne Eleonore Hoffmeier, Tochter des Ersten Predigers an der reformierten Kirche zu Zerbst, Schwester des Archidiakons an der Dessauer Großen Kirche, geboren. Man gab ihm den Namen Waldersee nach einem Dessauer Vorort. Die Absichten seines Vaters, auf seinen Thron zu verzichten und mit seiner Geliebten als Privatmann in England zu leben, wurden von Friedrich II. von Preußen verhindert. Seine Mutter heiratete 1765 den Oberstallmeister Adolf Heinrich von Neitschütz (1730–1772), sein Vater 1767 auf Drängen Friedrichs II. seine Cousine Luise von Brandenburg-Schwedt. Trotzdem wurde Franz Johann Georg standesgemäß am Dessauer Hof erzogen. Zu seinem Hofmeister und Erzieher wurde zunächst Ernst Wolfgang Behrisch, später August Rode berufen.
1784 trat er in preußische Dienste und wurde Assessor in Breslau, bald danach Kriegs- und Domänenrat. 1786 wurde er in den Grafenstand erhoben. 1790 schied er mit dem Titel eines Geheimen Oberfinanzrates aus preußischen Diensten aus und wurde von seinem Vater nach Dessau zurückberufen, wo er zahlreiche Ämter bekleidete. Unter anderem war er seit 1793 Oberaufseher der Medizinalkommission und 1796 bis 1806 Präsident der Chalkographischen Gesellschaft. Fürst Franz schenkte ihm im Jahr 1795 das Palais Waldersee als Residenz. Während der Napoleonischen Kriege diente er 1813/14 seinem Vater mehrmals in diplomatischen Missionen als Verbindungsmann zu den Alliierten. Nach dem Tod seines Vaters wurde er Oberhofmeister dessen Nachfolgers Herzogs Leopold IV. König Friedrich Wilhelm III. verlieh ihm den Johanniterorden.
Als Schriftsteller verfasste er ein Lehrgedicht über die Jagd, das Libretto zur Oper Adelheid von Schoffeneck des Dessauer Hofmusikdirektors Leopold Carl Reinicke und die Übersetzungen mehrerer Tragödien Racines.

## Familie
Am 20. Mai 1787 heiratete Waldersee nach vierjähriger Verlobungszeit in Dessau Luise Karoline Kasimire Sophie von Anhalt (1767–1842), Tochter des Generalmajors Albrecht von Anhalt und dessen Ehefrau Sophie Luise Henriette, geborene von Wedel. Aus der Ehe gingen folgende Kinder hervor:
- Luise (1788–1880), Nonne
- Franz (1791–1873), preußischer General der Kavallerie und Gouverneur von Berlin ⚭ Bertha von Hünerbein (1799–1859)
- Eduard (1793–1867), preußischer Offizier ⚭ 22. Juni 1821 Laurette von Alvensleben (1803–1875)
- Friedrich Gustav (1795–1864), preußischer Generalleutnant und Militärschriftsteller ⚭ 2. Juli 1823 Ottilie von Wedel (1803–1882)
- Amélie (1799–1826) ⚭ Karl Friedrich David von Lindheim (1791–1862), General der Infanterie
- Marie (1803–1862) ⚭ 29. März 1826 Leopold von Gayl (1791–1876), preußischer General der Infanterie

## Schriften
- Tagebuch der Schweizreise 1783. Französische Originalfassung in: Anna-Franziska von Schweinitz: Fürst und Föderalist. Tagebücher einer Reise in die Schweiz 1783 und der Bund der Eidgenossen als Modell im Alten Reich. Wernersche Verlagsgesellschaft, Worms 2004, ISBN 3-88462-196-3, S. 225–276.
- Der Jäger. Ein Lehrgedicht in drei Gesängen. Halle 1805, neue Auflage Berlin 1865.